# موسیقی راک (فیلم ۲۰۰۷)
موسیقی راک (به مالایالم: Raakilipattu) و (به انگلیسی: Rock music) فیلمی هندی محصول سال ۲۰۰۷ و به کارگردانی پریادارشان است. در این فیلم بازیگرانی همچون جیوتیکا، شربانی موکرجی، تابو، ایشیتا آرون، شویتا منون، لاکشمی، کی.پی.ای.سی. لالیتا، میتا واشیشت، سوکوماری، ماناسی اسکات و دیپتی بهاتناگار ایفای نقش کرده‌اند.